# Leonard Neale

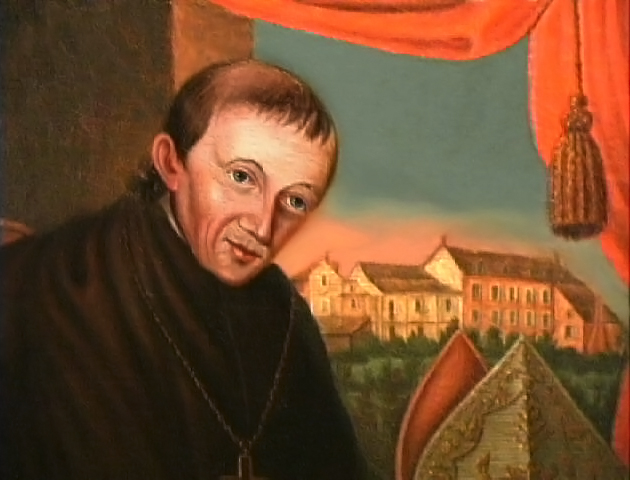
Erzbischof Leonard Neale (19. Jh.)

Leonard Neale SJ (* 15. Oktober 1746 in Port Tobacco, Province of Maryland; † 18. Juni 1817) war ein US-amerikanischer Geistlicher und römisch-katholischer Erzbischof von Baltimore.

## Leben
Leonard Neale trat dem Jesuitenorden bei und empfing am 5. Juni 1773 das Sakrament der Priesterweihe.
Am 17. April 1795 ernannte ihn Papst Pius VI. zum Koadjutorbischof von Baltimore und zum Titularbischof von Gortyna. Der Erzbischof von Baltimore, John Carroll, spendete ihm erst fünf Jahre später, am 7. Dezember 1800, die Bischofsweihe.
Mit dem Tod John Carrolls am 3. Dezember 1815 folgte er diesem als Erzbischof von Baltimore nach.